# Claus Adolf Moser
Claus Adolf Moser, Baron Moser, KCB, CBE (geboren 24. November 1922 in Berlin; gestorben 4. September 2015 in Chur, Schweiz) war ein britischer Statistiker deutscher Herkunft mit vielen Ämtern und Verdiensten im akademischen und öffentlichen Wirken.

## Leben
Claus Adolf Mosers Vater Ernst Moser (1885–1957) war Eigentümer der Bank „Ernst Moser & Co.“ in Berlin (gegr. 1902, liquidiert 1938). Seine Mutter war Lotte Moser, geborene Goldberg, 1897–1976. 1936 floh Moser mit seinen Eltern und seinem Bruder Heinz August Peter Moser (1921–2012) nach England. Dort besuchte er die Frensham Heights School und begann ein Studium an der London School of Economics (LSE). Trotz seiner jüdischen Herkunft wurde er 1940 als feindlicher Ausländer in Huyton interniert. Nach vier Monaten wurde er entlassen und diente nachfolgend von 1943 bis 1946 in der Royal Air Force. 1949 heiratete er die Sozialarbeiterin Mary Oxlin, sie hatten drei Kinder.
Er kehrte nach Kriegsende als Assistent, später als Juniorprofessor der Statistik, an die London School of Economics zurück (1946–1955). Von 1955 bis 1961 war er dort Professor ohne Lehrstuhl der Sozialstatistik, 1961 bis 1970 ordentlicher Professor und bis 1975 Gastprofessor für Sozialstatistik. Er rühmte sich damit, ein nicht-mathematischer Statistiker zu sein. Er erklärte, dass das, was ihn am meisten in seinem Leben erschreckt habe, die Anfrage von Maurice Kendall gewesen sei, einen Kurs in Varianzanalyse an der LSE zu geben.
Im Jahr 1965 bewarb er sich um eine Stelle beim Zentralen Statistischen Büro, welche mit der Begründung abgelehnt wurde, dass er ein ehemaliger „feindlicher Ausländer“ sei. 1967 wurde er jedoch durch den Premierminister Harold Wilson zum Direktor des Amtes ernannt. Diese Stelle hatte er bis 1978 inne. 1973 wurde er Knight Commander des Order of the Bath. Seit 1969 war er Mitglied (Fellow) der British Academy.
Im Laufe seines Lebens übernahm Moser eine große Anzahl von Leitungsfunktionen und Ehrenämtern:
- 1967–1979 Mitglied des Verwaltungsrats der Royal Academy of Music
- 1971–1983 BBC Beratender Ausschuss Musik
- 1972–1980 Fellow, Nuffield College, Oxford
- 1974–1987 Vorsitzender des Royal Opera House, Covent Garden
- 1978–1990 Mitglied der Geschäftsführung von N M Rothschild & Sons in London; davon bis 1984 „Vice-Chairman“ und bis 1990 „Non-Executive Director“
- 1978–1980 President, Royal Statistical Society
- 1979–1983 Vorsitzender der Economist Intelligence Unit
- 1984–1993 Vorsteher des Wadham College[4]
- 1986–2002 Kanzler der University of Keele
- 1988–2000 Treuhänder am London Philharmonic Orchestra
- 1989–1990 Präsident der British Association for the Advancement of Science
- 1991–1993 Pro-Vize-Kanzler der University of Oxford
- 1993–2003 Vorsitzender des British Museum Development Trust (später: Ehrenvorsitzender)
- 1994–2004 Kanzler der Open University of Israel

2001 wurde er zum Life Peer mit dem Titel Baron Moser, of Regents Park in the London Borough of Camden erhoben und ins House of Lords aufgenommen. Andere Ehrungen waren:
- 1996 Albert-Medaille der Royal Society of Arts
- 1976 Kommandeur des Ordre national du Mérite (Frankreich)
- Großes Bundesverdienstkreuz (3. Oktober 1985)[6]

Claus Moser erlitt einen Herzinfarkt während eines Sommerurlaubs in seinem Chalet in Arosa und verstarb am 4. September 2015 in einem Krankenhaus in Chur (Schweiz).

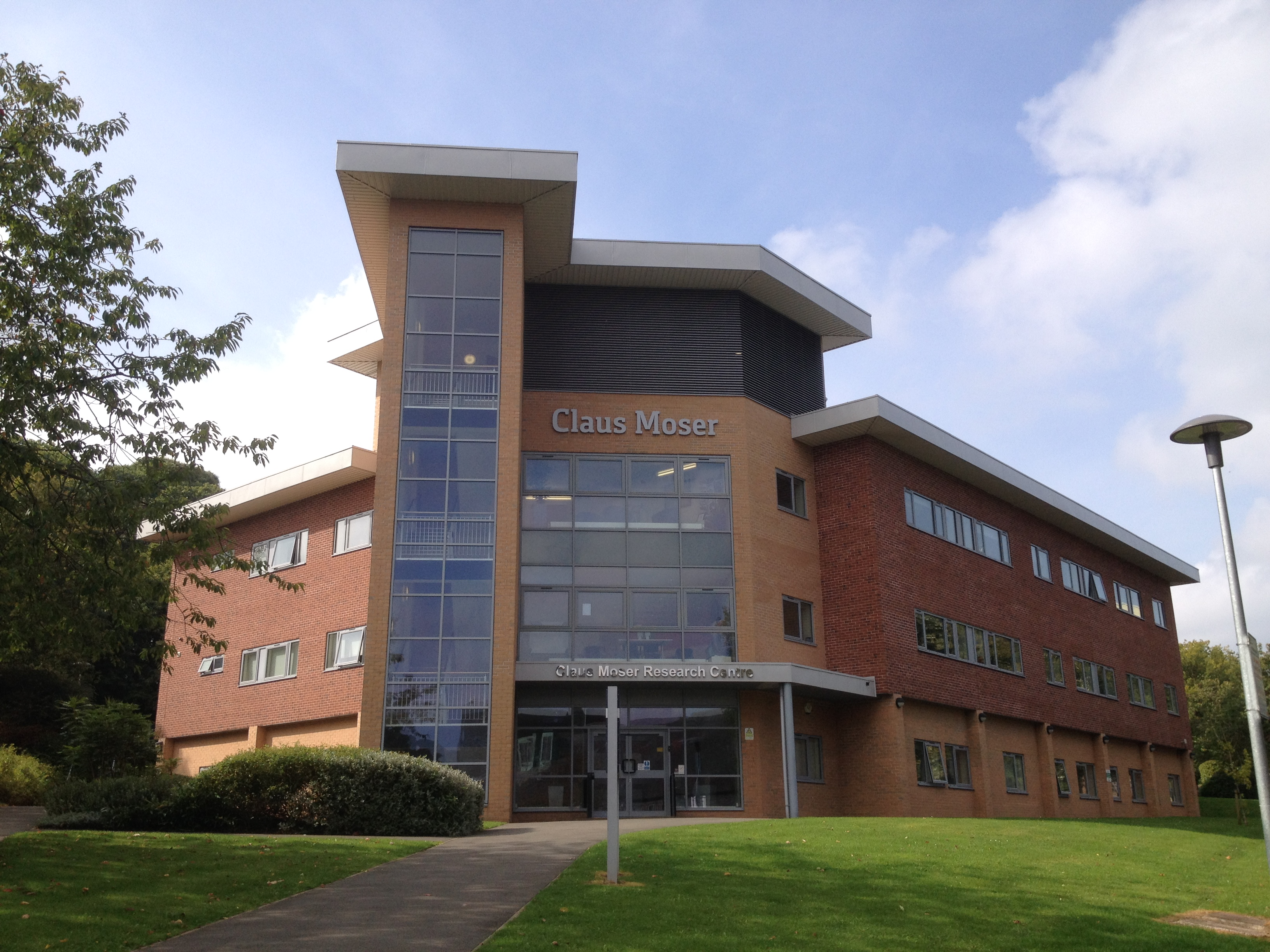
Claus Moser Gebäude, University of Keele

## Die Claus-Moser-Forschungsanstalt
Im Jahr 1997 nahm Moser an der Grundsteinlegung zum Claus Moser Research Centre, einer eigenen Forschungseinrichtung für die Geistes- und Sozialwissenschaften an der Keele University teil. Im Juni 2008 wurde das Gebäude offiziell eröffnet.